# Jarrell-Tornado
Der Jarrell-Tornado war der F5-Tornado, der die Stadt Jarrell im US-Bundesstaat Texas am 27. Mai 1997 heimgesucht hatte. Er tötete 27 Menschen und war somit der drittgefährlichste Tornado der 1990er Jahre. Der Rüssel war ganze 1,2 km breit. Die Länge der Zugbahn mit Bodenkontakt des Rüssels betrug 12,2 km.
Insgesamt bildeten sich an diesem Nachmittag im Raum Texas noch fünf weitere Tornados. Jedoch war dieser von allen der bemerkenswerteste. Double Creek Estates, ein Vorort von Jarrell, wurde buchstäblich von der Landkarte ausradiert. Dabei wurden 20 Häuser zerstört.

## Zugbahn
Der Tornado hatte zum ersten Mal Bodenkontakt bei Bell County, über eine Meile westlich der Interstate 35. Als Nächstes zog er südsüdwestlich nach Williamson County, Texas, wo er den nordwestlichen Teil von Jarrell heimgesucht hatte, mit direkter Zugbahn auf den Vorort Double Creek Estates. Eine spätere Analyse des Schadens ergab, dass es sich definitiv um einen F5-Tornado handelte. Es wurde festgestellt, dass in einem Feld, wo der Tornado sich entwickelt hatte, Maispflanzen aus der Erde gerissen wurden und Kühe durch die Luft auf andere Felder geschleudert wurden. Gras und Erde häuften sich bis zu einer Höhe von 50 cm an. Insgesamt wurden Straßen außerhalb von Jarrell auf einer Länge von über 150 m zerstört. Nachdem er durch Double Creek Estates gezogen war, ging seine Zugbahn durch ein stark bewaldetes Gebiet, wo die Zerstörung abrupt aufhörte.